# 紫岩街道
紫岩街道，是中华人民共和国四川省德阳市绵竹市下辖的一个乡镇级行政单位。2019年12月，撤销东北镇和齐天镇，设立紫岩街道，以原剑南镇回澜社区、紫岩路社区、茂泉社区、玉马社区、天河社区和原东北镇及原齐天镇所属行政区域为紫岩街道的行政区域。

## 行政区划
紫岩街道下辖以下地区：
第一社区、第二社区、第三社区、月亮社区、场镇社区、谷王村、广和村、天齐村、赤竹村、天河村、蔚泉村、玉马村、双胜村和联合村。